# 伊万基夫战役
伊万基夫战役是2022年俄罗斯入侵乌克兰期间，俄罗斯联邦军队与乌克兰军队在伊万基夫爆发的一场战役。清晨，一支俄罗斯陆军纵队在切尔诺贝利战役取得突破后，从西北方向接近基辅州的伊万基夫。
其后，乌克兰国防部表示，乌克兰军队在伊万基夫摧毁了一座横跨捷捷列夫河的桥梁，成功阻止了俄罗斯陆军的纵队向首都基辅的推进。而乌克兰空降突击部队在伊万基夫和其附近的迪梅尔镇与俄罗斯军队交战。3月2日，俄罗斯军队证实了对伊万基夫的占领。
2022年4月1日，乌克兰军队于俄军撤离后重新控制伊万基夫。